# Дамиан Целебник
Дамиан Целебник (умер между 1062 и 3 мая 1074 года) — инок Киево-Печерского монастыря, пресвитер. Святой Русской церкви, почитается в лике преподобных, память совершается (по юлианскому календарю): 28 сентября (Собор преподобных отцов Киево-Печерских Ближних пещер) и 5 октября. Житие преподобного Дамиана описано Нестором Летописцем в составе жития преподобного Феодосия Печерского. Также оно содержится во всех списках Киево-Печерского патерика, начиная с древнейших.
Дамиан пришёл в Киево-Печерский монастырь во время игуменства в нём преподобного Феодосия, стал его учеником и, согласно житию, «ревностно подражал ангельскому житию и всем добродетелям преподобного отца и наставника своего». Дамиан возложил на себя строгий пост — ел до самой смерти только хлеб и воду, ночи проводил в молитвах и чтении Священного Писания. Житие сообщает, что он имел дар целительства и когда в монастырь приводили больного, то «Феодосий повелевал блаженному Дамиану творить молитву над болящим».
Житие сообщает, что когда перед смертью Дамиан заболел, то обратился к Богу с молитвой даровать ему и Феодосию место в Царствии Небесном. В ответ на молитву ему явился ангел в облике Феодосия и сказал: «Прошение твоё будет исполнено: ты будешь причтен к святым Его и с ними вселишься в Царствии Небесного Владыки».
Источники XIX века утверждают, что Дамиан скончался в окружении печерских монахов 5 октября 1071 года и был погребён в Ближних (Антониевых) пещерах Киево-Печерского монастыря. «Православная энциклопедия» считает, что принятая в литературе дата преставления Дамиана — 1071 год — необоснованна, время кончины святого определяется периодом настоятельства в обители преподобного Феодосия.